# Siorac-de-Ribérac
Siorac-de-Ribérac ist eine französische Gemeinde mit 259 Einwohnern (Stand 1. Januar 2022) im Département Dordogne in der Region Nouvelle-Aquitaine (vor 2016: Aquitanien). Die Gemeinde gehört zum Arrondissement Périgueux und zum Kanton Ribérac.
Der Name in der okzitanischen Sprache lautet Sieurac de Rabairac und ist auf ein Landgut zurückzuführen, das in gallorömischer Zeit einem „Severus“ gehörte.
Die Einwohner werden Sioracois und Sioracoises genannt.

## Geographie
Siorac-de-Ribérac liegt ca. 30 km westlich von Périgueux im Gebiet Double der historischen Provinz Périgord am westlichen Rand des Départements.
Umgeben wird Siorac-de-Ribérac von den sechs Nachbargemeinden:
|                      | Saint-Martin-de-Ribérac                     | Saint-Sulpice-de-Roumagnac |
| Vanxains             | Kompassrose, die auf Nachbargemeinden zeigt |                            |
| La Jemaye-Ponteyraud | Saint-André-de-Double                       | Saint-Vincent-de-Connezac  |

Siorac-de-Ribérac liegt im Einzugsgebiet des Flusses Dordogne.
Nebenflüsse der Dronne durchqueren das Gebiet der Gemeinde,
- der Ruisseau du Boulanger, der in Siorac-de-Ribérac entspringt, und
- die Rizonne mit ihren Nebenflüssen,
  - dem Ruisseau des Ecluses, der in Siorac-de-Ribérac entspringt, und
  - dem Ruisseau de Courbarieux.[3]

Der Ort erhielt 2022 erneut die Auszeichnung „Zwei Blumen“, die vom Conseil national des villes et villages fleuris (CNVVF) im Rahmen des jährlichen Wettbewerbs der blumengeschmückten Städte und Ortschaften verliehen wird.

## Einwohnerentwicklung

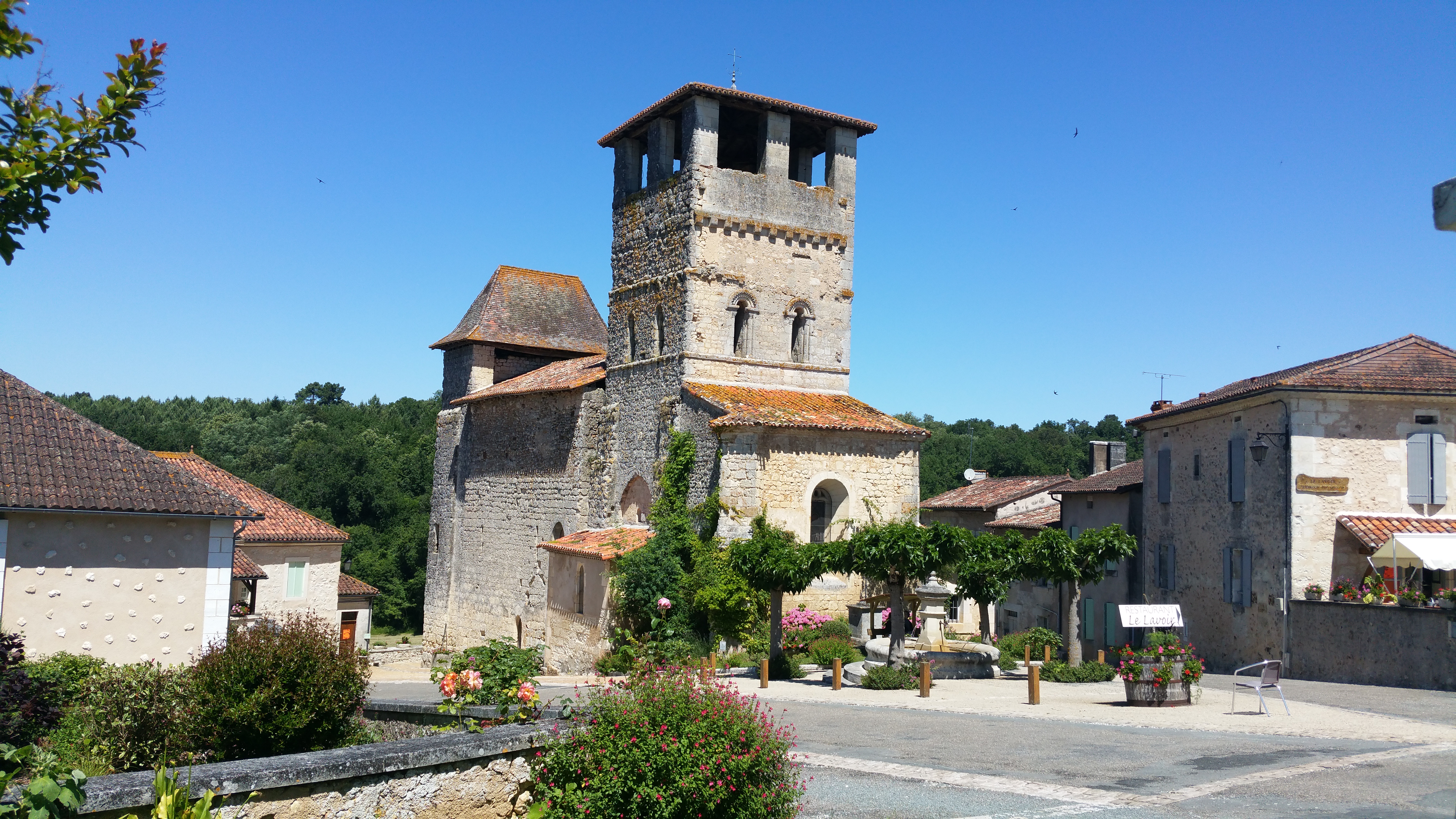
Pfarrkirche Saint-Pierre-Es-Liens

Nach Beginn der Aufzeichnungen stieg die Einwohnerzahl in der ersten Hälfte des 19. Jahrhunderts auf einen Höchststand von 845. In der Folgezeit sank die Größe der Gemeinde bei kurzen Erholungsphasen bis zu den 1970er Jahren auf rund 225 Einwohner. Dieses Niveau wurde bis zur Jahrtausendwende gehalten, als eine kurze Phase mit einem Wachstum auf rund 260 Einwohner folgte. In jüngster Zeit ist wieder eine leichte Stagnation festzustellen.
| Jahr      | 1962 | 1968 | 1975 | 1982 | 1990 | 1999 | 2006 | 2011 | 2022 |
| --------- | ---- | ---- | ---- | ---- | ---- | ---- | ---- | ---- | ---- |
| Einwohner | 291  | 270  | 226  | 228  | 227  | 265  | 260  | 256  | 259  |

## Sehenswürdigkeiten
- Pfarrkirche Saint-Pierre-Es-Liens aus dem 12. Jahrhundert, seit 1946 als Monument historique eingeschrieben
- Schloss Siorac aus dem 18. Jahrhundert
- Herrenhaus La Meynardie mit Ursprüngen aus dem 13. Jahrhundert

## Wirtschaft und Infrastruktur
Siorac-de-Ribérac liegt in den Zonen AOC der Buttersorten Charentes-Poitou, Charentes und Deux-Sèvres.

### Verkehr
Siorac-de-Ribérac ist erreichbar über die Routes départementales 13, 43, 44 und 709, die ehemalige Route nationale 709, welche die Gemeinde mit Ribérac im Norden und mit Bergerac über Mussidan im Süden verbindet.
Die Gemeinde ist über eine Linie des Busnetzes Transpérigord, die von Ribérac nach Mussidan führt, mit anderen Gemeinden des Départements verbunden.